# ユア
ユア（유아、YooA、1995年9月17日 - ）は、韓国の歌手。WMエンターテインメント所属の女性アイドルグループ・OH MY GIRLのメンバー。

## 略歴
2015年4月20日、韓国のガールグループOH MY GIRLとしてデビューした。2016年8月、ユアはMnetのダンステレビ番組「Hit The Stage」に参加し、Block Bのユグォンをパートナーに迎えた。彼女たちは4位を獲得した。2016年11月、彼女はInkigayoプロジェクトグループ「Sunny Girls」のメンバーとしてシングル「Taxi」を発売してデビューした。2017年夏に、ユアはアイドルドラマオペレーションチームに参加した。彼女らはシングル「ディープ・ブルー・アイズ」でガールズ・ネクスト・ドアとしてデビューした。
2018年5月、シングル「モーニングコール」を発売。
2019年8月、OH MY GIRLのメンバーとしてQueendomに参加することが発表された。
2020年9月7日、1stミニアルバム「Bon Voyage」を発売し、ソロデビュー。

## 家族
実兄のユ・ジュンスンは振付師であり、ワンミリオンダンススタジオに所属して活動している。

## ディスコグラフィー
| No. | タイトル                    | 収録曲                                                                                           | Gaon チャート （週間） | 売上枚数 |
| --- | --------------------------- | ------------------------------------------------------------------------------------------------ | ---------------------- | -------- |
| 1st | Bon Voyage （2020年9月7日） | 1. 숲의 아이（Bon voyage） 2. 날 찾아서（Far） 3. Diver 4. 자각몽（Abracadabra） 5. End Of Story | 3位                    | 24,776枚 |
| 2nd | SELFISH （2022年11月14日）  | 1. Selfish 2. LayLow 3. Blood moon 4. Melody                                                     |                        |          |

### シングル
- 2018年「モーニングコール (모닝콜을부탁해)」

### ミュージックビデオ
| 年     | M/V                      | Performance Video                                       |
| ------ | ------------------------ | ------------------------------------------------------- |
| 2020年 | - 숲의 아이 (Bon voyage) | - 숲의 아이 (Bon voyage) - 자각몽 (Abracadabra) (Black) |

## 出演

### テレビ番組
- 2016年3月28日、KBS2「対国民トークショーこんにちは」
- 2016年 - 2018年、MBC「ミステリー音楽番組ボクミョンガ王」
- 2016年8月27日、MBC「マイリトルテレビ」
- 2016年、Mnet「ヒットよりステージ」
- 2016年9月14日、MBC「アイドル料理王」
- 2017年、KBS Joy「アイドルドラマ工作団」
- 2017年1月25日、tvN「需要美食会」
- 2018年、tvN「食糧日記タットリタン編」
- 2019年8月、KBS2「国民へのトークショーこんにちは」
- 2019年12月8日、SBS「ランニングマン」

### 映画
- 2019年、グースベビー

### 広告
- 2015年、クラウン製菓
- 2015年、ネクソン クロッシングス
- 2015年、ネクソン マビノギ
- 2018年、ネクソン エルソード